# Oyak-Renault

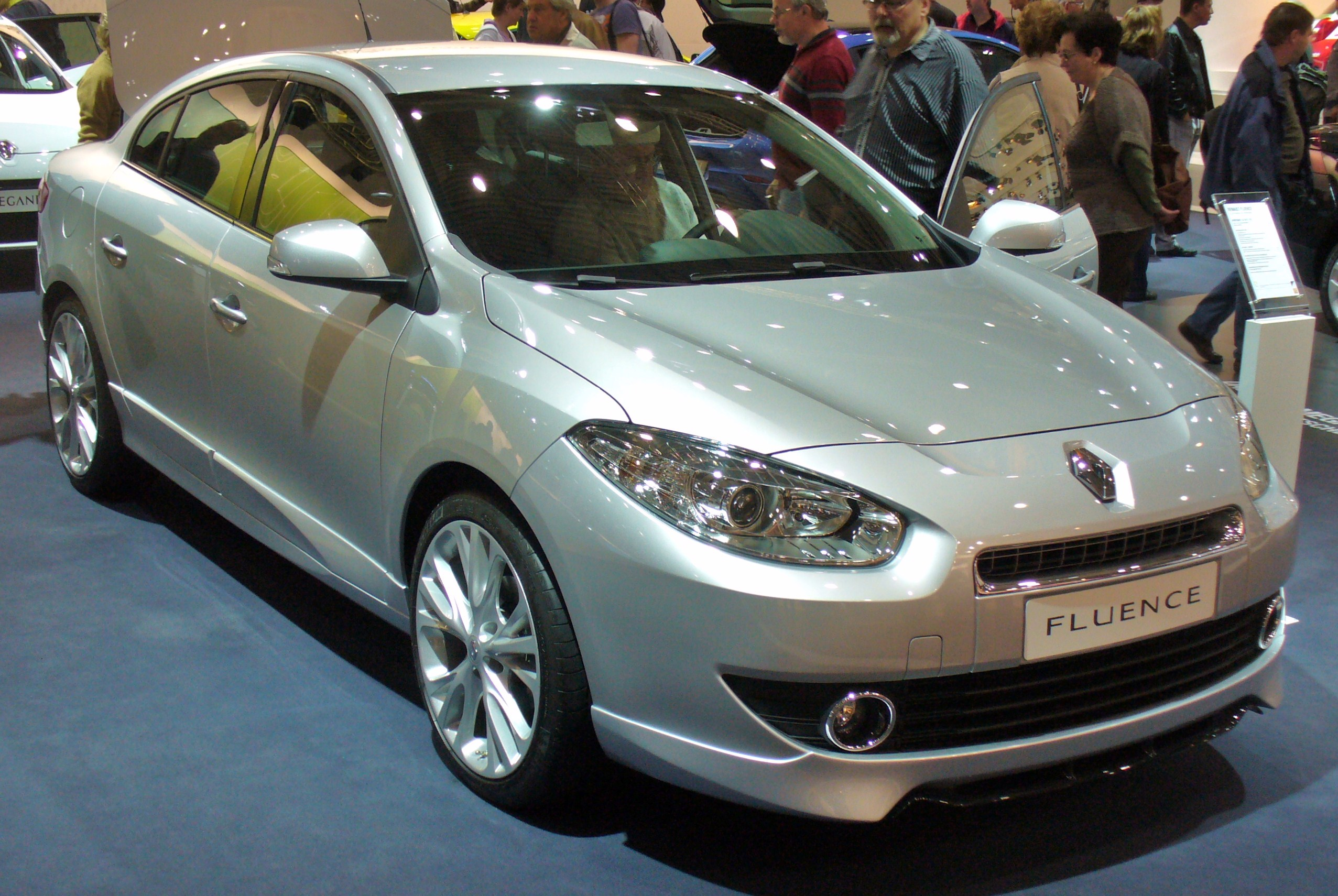
Renault Fluence, voiture la plus vendue en Turquie, en 2014

Oyak-Renault est un constructeur automobile turc du groupe automobile Renault dont l'usine est située dans la province de Bursa depuis 1969. Il fabrique la Renault Clio V. La capacité maximale de production de l'usine est 360 000 voitures et 450 000 moteurs par année.
Le directeur général de Oyak-Renault est Antoine Aoun depuis le 1er avril 2018, succédant à Tunç Başeğmez.

## Direction
La société est sous la forme juridique de la société anonyme turque, elle est gérée par un conseil d'administration et son directeur général est Antoine Aoun depuis le 1er avril 2018.

### Directeur général
| Directeur général | Date de mandat                  |
| ----------------- | ------------------------------- |
| Antoine Aoun      | 1er avril 2018 - Actuel         |
| Tunç Başeğmez     | 1er mai 2016 - 1er avril 2018   |
| Aleš Bratož       | 1er octobre 2013 - 1er mai 2016 |
| Tarık Tunalıoğlu  | avril 2008 - 1er octobre 2013   |

Tarık Tunalıoğlu reçoit en 2012 la médaille de la légion d'honneur pour ses services à Oyak-Renault.

### Conseil d'administration
| Titre          | Nom                                            | Représentant                    |
| -------------- | ---------------------------------------------- | ------------------------------- |
| Président      | RENAULT S.A.S.                                 | François Thomas Antoine PROVOST |
| Vice-président | OYAK DENİZCİLİK ve LİMAN İŞLETMELERİ A.Ş.      | Cem AYSEL                       |
| Membre         | RENAULT DEVELOPPEMENT INDUSTRIEL ET COMMERCIAL | Thierry Jean Louis PIETON       |
| Membre         | OYAK PAZARLAMA HİZMET VE TURİZM A.Ş.           | Ertuğrul AYDIN                  |
| Membre         | RENAULT GROUP BV                               | Ghislain Hugues Franck HIMBER   |

## Modèles produits
- Renault 9 Broadway/Spring/Fairway (L42) (1985-1999)
- Renault 11 Flash/Rainbow (B42) (1987-1996)
- Renault 12 TS/GTS/TX/Toros (X17) (1971-1999), dont Estate (TN, TSW, Toros SW)
- Renault 19 Europa (1994-2000)
- Renault 21 Optima/Manager (1990-1995)
- Renault (Clio) Symbol (L65) (1999-2014)
- Renault Clio III (X85) (2006-2012) dont Estate (exclusivité)[10]
- Renault Clio IV (X98) (2012-2020) dont Estate (exclusivité)[11]
- Renault Clio V (BJA) (2019-)
- Renault Fluence (2009-2016)[réf. souhaitée], dont Fluence Z.E.[12]
- Renault Mégane (1997-), dont carrosseries berline 4 portes Sedan / Classic (première et deuxième génération, dès 1997[13]) et Grand Coupe (quatrième génération, de 2016 à 2022, date à laquelle la production est transférée à Karsan[14]), berline 5 portes (seconde génération, 2009-2016) et break (première génération, exclusivité de 1998[13] à 2002)
- Renault Boreal (2025-)